# Hygrophorus marzuolus

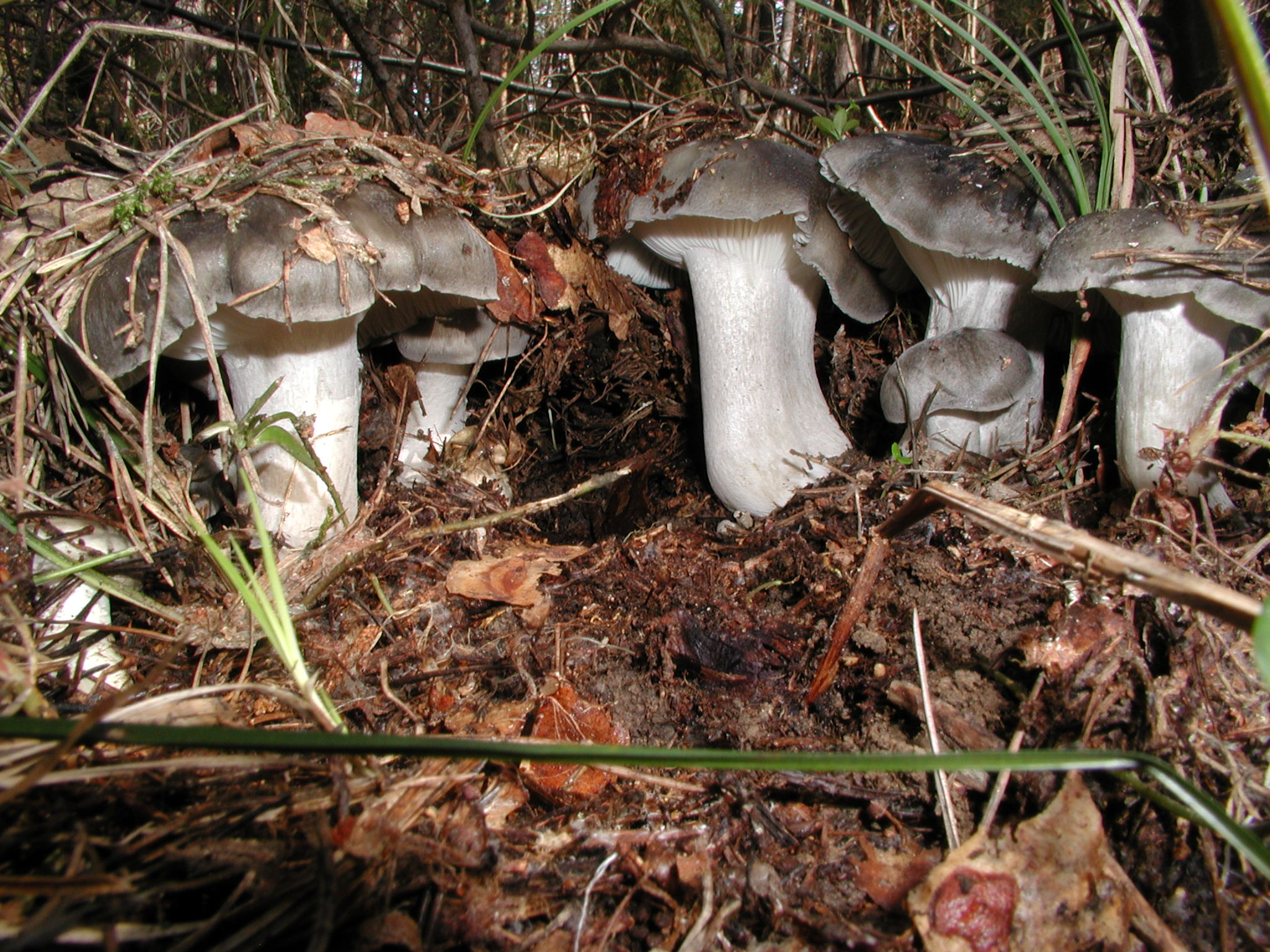
Gruppo di marzuoli

Hygrophorus marzuolus Fr. Bresadola (1893)
L'Hygrophorus marzuolus  volgarmente conosciuto con il nome di marzuolo o dormiente è un apprezzato ed assai ricercato fungo commestibile.

## Descrizione della specie

### Cappello
Diametro da 4 a 10 cm, prima convesso poi aperto; con margine ondulato; carnoso sodo e liscio, non igrofano e non viscoso, ha un colore dal bianco al grigio.

### Lamelle
Di colore prima bianco poi grigiastro, fitte e ventricose, poi molto spaziate, con qualche lamellula, decorrenti e attenuate sul gambo.

### Gambo
5-8 x 1-3 cm, pieno e carnoso, diritto o curvato, bianco o grigio satinato, pruinoso verso l'alto.

### Carne
Bianca, spessa ma tenera, grigiastra sotto la cuticola del cappello
- Odore: Lieve ma gradevole
- Sapore: Gradevole

### Spore
Ellittiche e bianche in massa.

## Habitat
Cresce in gruppi assai numerosi sotto fogliame o aghi di conifera, di preferenza nei boschi misti alla fine dell'inverno appena dopo il disgelo. Può trovarsi già da fine febbraio sui monti e fino a maggio a quote più alte.

## Commestibilità
Eccellente. Un fungo molto ricercato per la sua precocità e sapore gradevole.

## Etimologia
Dal latino marzuolus = marzuolo, di marzo per il mese di comparsa.

## Sinonimi e binomi obsoleti
- Agaricus marzuolus Fr. 1821